# Королівський кубок Саудівської Аравії з футболу 2022—2023
Королівський кубок Саудівської Аравії з футболу 2022—2023 — 48-й розіграш кубкового футбольного турніру в Саудівській Аравії. Титул володаря кубка вдесяте здобув Аль-Гіляль.

## Календар
| Раунд      | Дата              | Матчі | Клуби  |
| ---------- | ----------------- | ----- | ------ |
| 1/8 фіналу | 20-22 грудня 2022 | 8     | 16 → 8 |
| 1/4 фіналу | 13-14 лютого 2023 | 4     | 8 → 4  |
| 1/2 фіналу | 23-24 квітня 2023 | 2     | 4 → 2  |
| Фінал      | 12 травня 2023    | 1     | 2 → 1  |

## 1/8 фіналу
| Команда 1      | Рахунок      | Команда 2   |
| -------------- | ------------ | ----------- |
| 20 грудня 2022 |              |             |
| Дамак          | 0:1          | Аль-Вахда   |
| Аль-Файха      | 3:1          | Аль-Халідж  |
| 21 грудня 2022 |              |             |
| Абха           | 4:3 дч       | Ат-Таавун   |
| Аль-Гіляль     | 4:0          | Аль-Іттіфак |
| Ан-Наср        | 2:0          | Аль-Адалах  |
| 22 грудня 2022 |              |             |
| Аль-Батін      | 1:0          | Ар-Раїд     |
| Аль-Фатех      | 2:2 пен. 7:6 | Ат-Таї      |
| Аль-Іттіхад    | 1:1 пен. 4:3 | Аш-Шабаб    |

## 1/4 фіналу
| Команда 1       | Рахунок      | Команда 2   |
| --------------- | ------------ | ----------- |
| 13 березня 2023 |              |             |
| Аль-Файха       | 1:1 пен. 3:4 | Аль-Іттіхад |
| 14 березня 2023 |              |             |
| Аль-Гіляль      | 3:1          | Аль-Фатех   |
| Ан-Наср         | 3:1          | Абха        |
| Аль-Вахда       | 2:1          | Аль-Батін   |

## 1/2 фіналу
| Команда 1      | Рахунок | Команда 2  |
| -------------- | ------- | ---------- |
| 23 квітня 2023 |         |            |
| Аль-Іттіхад    | 0:1 дч  | Аль-Гіляль |
| 24 квітня 2023 |         |            |
| Ан-Наср        | 0:1     | Аль-Вахда  |

## Фінал
| 12 травня 2023 21:00 (EEST) |

| Аль-Гіляль                                                                                                   | 1:1      | Аль-Вахда                                                                              |
| --- | -------- | -------------------------------------------------------------------------------------- |
| Аль-Булаїгі 90+9'                                                                                            | Протокол | Йода 35'                                                                               |
| | Пенальті |                                                                                        |
| - Каррільйо - Ігало - Аш-Шегрі - Аль-Джувайр - Аль-Хамдан - Ад-Давсарі - Абдулхамід - Чан Хьон Су - Аль-Маюф | 7:6      | - Богель - Бухарі - Аль-Хеджі - Дуарте - Фаджр - Аль-Наджі - Маккі - Курді - Аль-Гамді |

| Король Абдалла Спортс Сіті, Джидда Глядачів: 52 320 Арбітр: Шимон Марциняк |